# Olivier Veigneau
Olivier Veigneau (sinh 16 tháng 7 năm 1985), là một cầu thủ bóng đá Pháp thi đấu ở vị trí hậu vệ trái cho câu lạc bộ Thổ Nhĩ Kỳ Kasımpaşa.